# دیمین لو تالک
دیمین لو تالک (انگلیسی: Damien Le Tallec؛ زادهٔ ۱۹ آوریل ۱۹۹۰) بازیکن فوتبال اهل فرانسه است.
از باشگاه‌هایی که در آن بازی کرده‌است می‌توان به باشگاه فوتبال اوورلا اوژهورود، باشگاه فوتبال رن، باشگاه فوتبال ستاره سرخ بلگراد، باشگاه ورزشی مون‌پلیه، باشگاه فوتبال موردوویا سارانسک، باشگاه فوتبال نانت، و باشگاه فوتبال بروسیا دورتموند اشاره کرد.
وی همچنین در تیم‌های ملی فوتبال France national youth football team, France national under-16 football team، زیر ۱۷ سال فرانسه، زیر ۱۸ سال فرانسه، زیر ۱۹ سال فرانسه، و زیر ۲۰ سال فرانسه بازی کرده‌است.